# 褐顶绿莺雀属
褐顶绿莺雀（学名：Tunchiornis ochraceiceps）是莺雀科下的一个单型属种。分布于伯利兹、玻利维亚、巴西、哥伦比亚、哥斯达黎加、厄瓜多尔、法属圭亚那、危地马拉、圭亚那、洪都拉斯、墨西哥、尼加拉瓜、巴拿马、秘鲁、苏里南和委内瑞拉。它的自然栖息地是亚热带或热带潮湿的低地森林。